# Antonín Hájek (hudebník)
Antonín Hájek (14. ledna 1944 v Praze – 17. prosince 1989 v Praze) byl český zpěvák, skladatel, kontrabasista a baskytarista, textař, hudební aranžér a umělecký vedoucí skupiny Rangers – Plavci a jeden z jejích zakladatelů.
Zemřel na rakovinu tlustého střeva v prosinci 1989.